# Гаучи, Рольф
Рольф Га́учи (нем. Rolf Gautschi) — швейцарский кёрлингист.
В составе мужской сборной Швейцарии участник чемпионата мира 1975 (стали чемпионами) и чемпионата Европы 1975 (заняли пятое место). Чемпион Швейцарии среди мужчин.
Играл на позициях первого и второго.

## Достижения
- Чемпионат мира по кёрлингу среди мужчин: золото (1975).
- Чемпионат Швейцарии по кёрлингу среди мужчин: золото (1975).

## Команды
| Сезон   | Четвёртый      | Третий         | Второй          | Первый      | Турниры            |
| ------- | -------------- | -------------- | --------------- | ----------- | ------------------ |
| 1974—75 | Отто Даниели   | Роланд Шнайдер | Рольф Гаучи     | Ули Мюлли   | ЧШМ 1975 · ЧМ 1975 |
| 1975—76 | Роланд Шнайдер | Michael Müller | Denis Schneider | Рольф Гаучи | ECC 1975 (5 место) |

(скипы выделены полужирным шрифтом)